# Violencia de Género en la academia

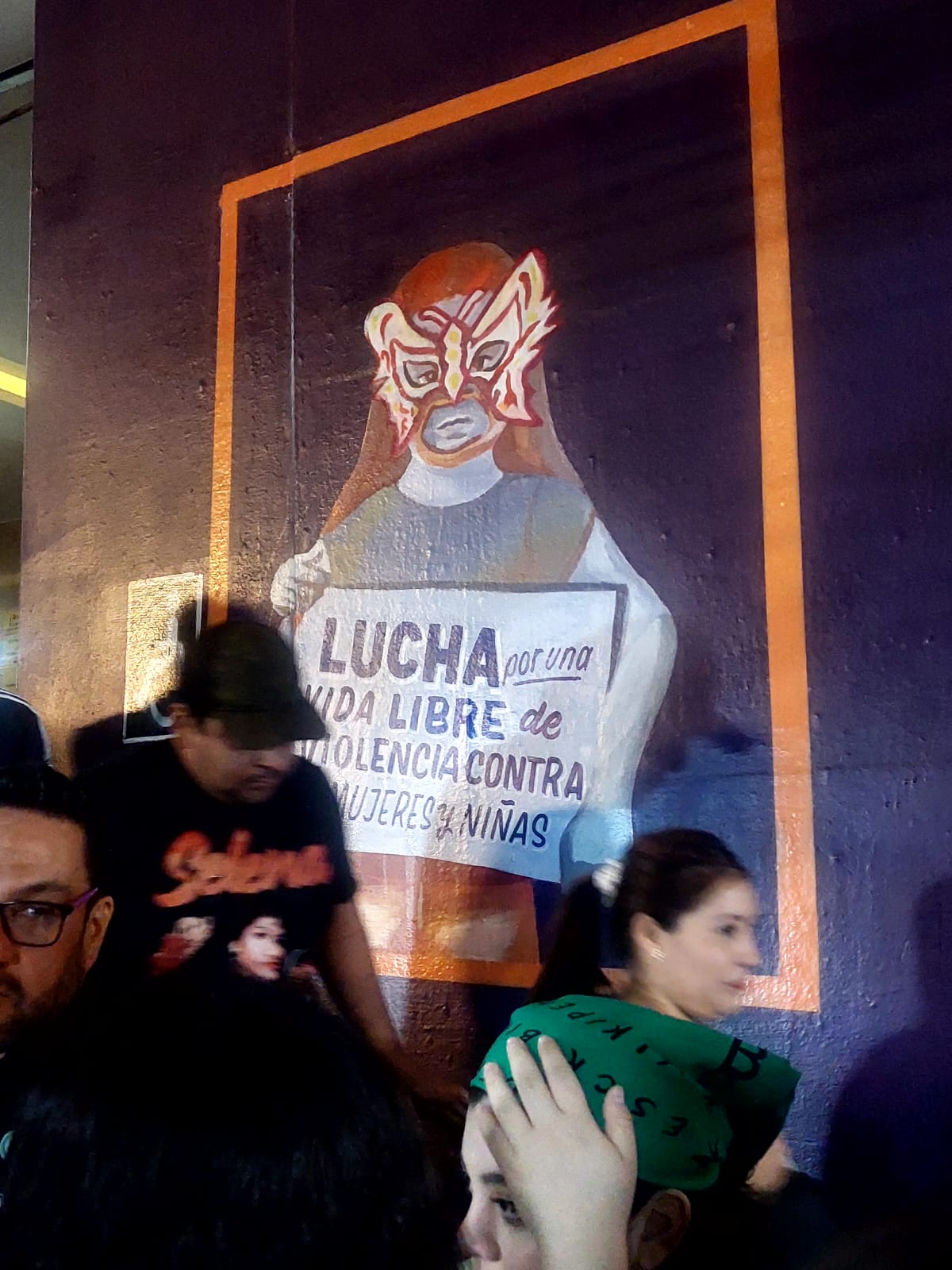
Mural contra la violencia de genero en la Arena México

Violencia de Género en la academia se refieren a las distintas agresiones que acontecen en las escuelas y sus alrededores siendo los estudiantes y/o profesores quienes viven situaciones de discriminación, agresión física, emocional, sexual y patrimonial, reconocidas en forma de acoso, abuso y hostigamiento. Dicha acción mantiene un vínculo escolar o semejante con la víctima sin importar la relación jerárquica. Según el glosario del INEGI, "consistente en un acto o una omisión en abuso de poder que daña la autoestima, salud, integridad, libertad y seguridad de la víctima, impide su desarrollo y atenta contra la igualdad."Este tipo de sucesos son el resultado de Normas y estereotipos de género que se dan debido a la dinámica de desigualdad.  

## Factores y causas
Uno de los factores de la violencia dentro de las escuelas se relaciona con los diferentes tipos y circunstancias de violencia que se experimenta dentro de las comunidades educativas se debe al ámbito privado que sobre llevan las personas dentro de sus hogares o relaciones de pareja, ya que las personas afectadas dentro de este rubro tienden a reproducir patrones culturales aprendidos, ya sea por agentes generadores de violencia, víctimas de las mismas o que tienden a tolerar y naturalizar la violencia. Las acciones que se generan dentro del ámbito privado tienden a repercutir e impactar en los espacios de socialización de los cuales la escuela es uno de ellos.
| Violencia Institucional | Violencia del personal docente hacia las mujeres y niñas                                                                                    | Violencia entre pares por razones de género (bullying)               | Violencia en el entorno cercano a la escuela |
| --- | --- | -------------------------------------------------------------------- | --- |
| Limitaciones y obstáculos dirigidos a las mujeres en el acceso, permanencia y logro educativo.                                                                                    | Atentan contra la libertad, integridad y seguridad de las estudiantes.                                                                      | Acoso y/o abuso entre las y los estudiantes.                         | Vulnerar la libertad, integridad y seguridad de las mujeres y niñas en el contexto inmediato a la escuela.                                                                                              |
| Contenido discriminatorio o que alientan estereotipos de género dentro de: - áreas de conocimiento - asignaturas - libros de texto - materiales didácticos - métodos de enseñanza | Los tipos de violencia que se puede pueden encontrar: - violencia psicológica - violencia física - violencia sexual - violencia patrimonial | El bullying puede ser: - psicológico - físico - sexual - patrimonial | Tipos de violencia dónde se encuentran: - inseguridad de camino a la escuela - el pandillerismo - los robos continuos en las inmediaciones de los centros escolares - explotación sexual o narcotráfico |

## Violencia institucional
Este tipo de violencias incide a las acciones u omisiones que tienen las autoridades educativas y personal docente administrativo que realiza políticas y prácticas educativas que se basan en la discriminación de género, el abuso de poder ya sea de forma directa o indirectamente, obstaculizar o impedir ejercer los derechos humanos de las mujeres y las niñas e incluso obstaculizar o impedir vivir una vida libre de violencia en el entorno educativo.

## Violencia del personal docente hacia las mujeres y niñas
Se realiza por medio de actos y omisiones que se enfocan en la discriminación y abuso de poder implementado por el personal docente/administrativo hacia las mujeres y niñas dentro del ámbito escolar, sus proximidades o en las redes sociales vinculadas con el centro educativo.